# 柳崎
柳崎（やなぎさき）は、埼玉県川口市の町名。現行行政地名は柳崎一丁目から五丁目。住居表示実施地区。郵便番号は333-0861。

## 地理
川口市の北部に位置し、さいたま市南区、緑区と接する。域内を見沼代用水西縁やその分水の六ヶ村用水が流れる。芝東第1区画整理事業により街区が整備された。

### 河川
- 藤右衛門川
- 中尾排水路
- 大間木排水路
- 大谷口排水路

### 地価
住宅地の地価は、2017年（平成29年）の公示地価によれば、柳崎4-16-22の地点で20万4000円/m2となっている。

## 歴史
もとは江戸期より存在した足立郡木崎領に属する柳崎村で、古くは戦国期より見出せる足立郡芝郷のうちの柳崎であった。元禄年間に大谷口・井沼方・中尾村（現さいたま市大字大谷口・中尾、旧大字井沼方）とともに一村から分村され成立した。

### 沿革
- 発足時は幕府領（幕府直轄領）で以降変遷無し[6]。
- 1871年（明治4年）11月13日 - 第1次府県統合により埼玉県の管轄となる。
- 1879年（明治12年）3月17日 - 郡区町村編制法により成立した北足立郡に属す。郡役所は浦和宿に設置。
- 1889年（明治22年）4月1日 - 町村制施行により芝、小谷場、伊刈、柳崎村が合併し芝村が成立。芝村の大字柳崎となる[6]。
- 1940年（昭和15年）4月1日 - 芝村、鳩ヶ谷町（1950年に再分離）、神根村、新郷村が川口市に編入。川口市大字柳崎となる。
- 1968年（昭和43年） - 大字根岸、および道合の各一部が大字柳崎に編入される[6]。
- 1979年（昭和54年）9月1日 - 大字柳崎の大部分および安行領根岸の一部から柳崎一丁目から五丁目が成立[8]（一丁目の一部は大字伊刈からも）。また、同日大字柳崎の一部は柳根町、北園町の各一部となる。大字柳崎は消滅[8]。

## 世帯数と人口
2018年（平成30年）3月1日現在の世帯数と人口は以下の通りである。
| 丁目       | 世帯数    | 人口    |
| ---------- | --------- | ------- |
| 柳崎一丁目 | 1,012世帯 | 2,145人 |
| 柳崎二丁目 | 656世帯   | 1,539人 |
| 柳崎三丁目 | 813世帯   | 2,012人 |
| 柳崎四丁目 | 730世帯   | 1,661人 |
| 柳崎五丁目 | 1,057世帯 | 2,353人 |
| 計         | 4,268世帯 | 9,710人 |

## 小・中学校の学区
市立小・中学校に通う場合、学区（校区）は以下の通りとなる。
| 丁目       | 番地                       | 小学校               | 中学校             |
| ---------- | -------------------------- | -------------------- | ------------------ |
| 柳崎一丁目 | 8番19号〜27号 9番1号〜24号 | 川口市立芝中央小学校 | 川口市立芝東中学校 |
| 柳崎一丁目 | その他                     | 川口市立柳崎小学校   | 川口市立芝東中学校 |
| 柳崎二丁目 | 全域                       | 川口市立柳崎小学校   | 川口市立芝東中学校 |
| 柳崎三丁目 | 全域                       | 川口市立柳崎小学校   | 川口市立芝東中学校 |
| 柳崎四丁目 | 全域                       | 川口市立柳崎小学校   | 川口市立在家中学校 |
| 柳崎五丁目 | 全域                       | 川口市立柳崎小学校   | 川口市立在家中学校 |

## 交通

### 鉄道
地内に鉄道は敷設されていない。柳崎4丁目よりおよそ950 m離れた場所に武蔵野線東浦和駅があり最寄り駅となっている。

### 道路
- 埼玉県道1号さいたま川口線第二産業道路
- 都市計画道路 南浦和越谷線

## 公園
- 柳崎公園（4丁目）
- 柳崎第2公園（1丁目）
- 柳崎第3公園（5丁目）
- 柳崎第4公園（4丁目）
- 柳崎第5公園（1丁目）
- 柳崎第6公園（2丁目）
- 柳崎第7公園（4丁目）

## 施設
- 川口市立柳崎小学校
- 柳崎県営住宅
- 柳崎町会会館 - 柳崎氷川神社境内に立地
- 大慈山 観音院 - 足立坂東三十三観音霊場
- 柳崎薬師堂
- 柳崎氷川神社
- 伏見稲荷大明神
- 創価学会川口北文化会館
- 青木信用金庫柳崎支店